# Kali'na (langue)
Cet article concerne la langue kali'na. Pour l'ethnie, voir Kali'na.
Pour les articles homonymes, voir Kalina.
Le kali'na (anciennement appelé galibi) est une langue caribe (ou caraïbes). 
- Cette langue est actuellement parlée par plus de 10 000 personnes dans la bande côtière qui va du Venezuela (5 000 locuteurs) au Brésil (100) en passant par le Guyana (475), le Suriname (2500) et la Guyane française. Du fait du nombre relativement important de ces usagers, c'est une des langues amazoniennes qui semble avoir le plus de chances de survivre.
- En Guyane française, le nombre des locuteurs s'élèverait à environ 3 000 personnes mais, selon les sources, les estimations vont de 2 800 à 4 000 personnes. Les Kali'nas (autrefois appelés Galibis) vivent entre le fleuve Maroni et la ville de Kourou (Awala-Yalimapo, Saint-Laurent-du-Maroni, Mana, Iracoubo) et au nord-ouest de l'île de Cayenne.

## Alphabet
L'alphabet kali'na comprend 17 lettres: a, b, d, e, g, i, j, k, m, n, o, p, r, s, t, u, et w.[réf. nécessaire]
Un alphabet a été adopté en Guyane à la suite d’ateliers d’écriture ayant abouti à la Déclaration de Bellevue-Yanou en 1997.
| a | b | d | e | f | g | h | i | ɨ | k | l | m | n | o | p | s | t | u | w | y | ’ |

- diphtongues : ai, au, ei, ɨi, oi, ui
- groupes de consonnes : nk, np, nt

## Dictionnaires
Dès le XVIIe siècle, les missionnaires se sont préoccupés d'étudier la langue kali'ña. On a ainsi deux dictionnaires anciens :
- P. Pierre Pelleprat, Introduction à la langue des Galibis, sauvages de la terre ferme de l'Amérique méridionale. Paris : S. et G. Cramoisy, 1655, lire en ligne sur Gallica.

- Simon Philibert de La Salle de L'Etang, Dictionnaire galibi, présenté sous deux formes : I° commençant par le mot françois ; II° par le mot galibi. Précédé d'un essai de grammaire. Par M. D. L. S. Paris : Bauche, 1763, lire en ligne sur Gallica

## Quelques mots communs en kali'na
| - aipajawa - requin - akuri - agouti - akuru - boue, argile - amoro - tu, toi - apukuipa - rame, pagaie - arepa - cassave, galette de manioc - arukuma - planète, astre - auto - case, habitation - awu - je, moi - ereko - colère, guerre - erepary - vivres, nourriture - awasi - maïs - ikupo - flaque, étang, lac - iromy - saison sèche - itoto - ennemi, étranger - itupu - herbe - jariku - pélican - jopoto - chef, cacique - jumy - père - kampo - boucan, viande fumée - kanawa - grande pirogue - kapu - ciel - karina - Amérindien caribe - kataru - tortue verte - katuri - hotte de portage - kawana - tortue luth - konopo - pluie - kurijara - canot de pêche - maina - champ de culture, abattis - makureru - cactus | - manare - tamis à manioc - manaty - mamelle, sein - matapi - presse à manioc - matutu - petite table basse - mauru - coton - miti - racine - mure - petit banc traditionnel - napi - patates douces - nono - terre - nunon - lune, mois - okato - grand hamac - okoju - serpent - oma - chemin, route - opawy - île - oty - nom, bruit - panare - ami - parana - mer - paranakyry - Blancs, Européens - peja - baie, anse - pepeito - vent - putu - casse-tête, massue - pyjai - homme-médécine, chaman - pyrywa - flèche, roseau à flèche - sakau - sable - sampura - tambour - sano - mère - sarompo - feuilles - semari - râpe à manioc - sina - flûte - sipari - raie (poisson) | - sipi - filets de pêche - siriko - étoile, année - tamusi - vieil homme - tamy - tabac - tapusikiri - galets - tapyi - carbet - tonoro - oiseau - topu - pierre, rocher - tukusi - colibri - tuma - pot ; sauce pimentée - tuna - eau, rivière - turi - torche, flambeau - umari - couronne de plumes - urapa - arc, arme - waitopo - village - wajamaka - iguane - waruma - roseau à vannerie - wato - feu - weju - soleil - werewere - mouches communes - weruno - cendre - wewe - arbre, bois - woi - savane, prairie herbeuse - woku - bière de manioc - wokyry - homme - woryi - femme - woto - poisson - wypy - montagne - wywy - hache, houe - ypori - ruisseau |  |

## Codification
- Code de langue IETF : car